# Alexander Curt Brade
Curt Alexander Brade (19 juin 1881 - 17 juillet 1971) est un botaniste allemand qui s'est spécialisé dans l'étude des orchidées et des fougères du Brésil et du Costa Rica. 